# 再生侠
閃靈悍將（英語：Spawn）是一位出現於Image漫畫的虛構超級英雄和同名漫畫。由作家兼藝術家的陶德·麥法蘭所創造，人物首次登場於《閃靈悍將》#1（1992年5月）。閃靈悍將在《Wizard》的所有漫畫角色中排名60，《帝國雜誌》的200強50大漫畫人物中排行50，而在IGN的2011年百強漫畫英雄名單中排於36位。閃靈悍將曾於1997年被改編成真人電影，自1997年至1999年間還有由HBO推出的動畫系列，以及一些周邊的玩具產品（知名的麥法蘭玩具）。

## 人物
閃靈悍將本名為艾伯特·弗朗西斯·「艾爾」·西蒙斯（Albert Francis "Al" Simmons），特徵是深紅色飄逸的大斗篷，披掛著鎖鏈，綠色雙眼，穿著黑色鎧甲般的衣裝，雙手的護甲有尖刺，而為了遮蔽被燒傷毀容的臉而戴著黑面具，其斗篷和鎖鏈都能伸長來束縛敵人。
閃靈悍將是被魔王賦予超強的能力與不死之身，然後回到人間奪走世間窮凶極惡之輩的生命然後帶到地獄，使之成為魔王軍團的一員的角色。當地獄魔王有足夠大的力量時就會發動善惡較量，徹底摧毀與之對立的天堂，征服天地人三界。大約每個世紀會出現一個閃靈悍將，而且變成閃靈悍將的人具備的能量和時間都有限，其中只要任何一項耗盡，就會被召回地獄，永遠成為魔王的奴隸。不過也有少數的閃靈悍將在人間執行任務時會被天堂派來的天使獵人挫骨揚灰，雖然免去了魔王的奴役，卻從此墜入萬劫不復的輪迴。

## 角色
- 山姆·伯克（英语：Sam and Twitch）：紐約警察局的警探，推奇的長官兼搭檔。
- 推奇·威廉斯（英语：Sam and Twitch）：全名馬克西米利安·史蒂芬·波西瓦·「推奇」·威廉斯三世，山姆的搭檔。

### 反派
- JASON·WYNN/杰森・万恩：杀死西蒙让他变成再生侠，有能毁灭世界的力量，但对征服更有兴趣。和三角魔合作。
- 小丑／三角魔（英语：Violator (comics)）：五個地獄惡魔的長子。利用閃靈悍將的不斷折磨，促使他的力量作為地獄的利益。平時披著胖小丑的外皮觀察著閃靈悍將。把人命看成没价值的玩具，MALEBOLGIA的手下。
- ANGELA：天界的天使，负责猎杀再生侠。
- CV—GOR：为向魔王献媚做数不清坏事的地狱怪物。
- TREMOR：CV—GOR的兄弟。
- 地獄魔王（英语：Malebolgia）MALEBOLGIA：地狱的统治者，为了与天堂爭鬥而创造再生侠。
- OVERKILL：以杀人为乐的铁皮怪物。
- CURSE：曾和西蒙一起效力美国政府，但他的上司命令他杀掉西蒙。
- Urizen/乌里森：被看做梦想的破坏者、希望的平衡者和黑暗之神，他曾被天堂和地狱联合囚禁在虚空里。

## 其他媒體

### 電視
- 《閃靈悍將：動畫系列（英语：Todd McFarlane's Spawn）》：HBO動畫迷你劇，由凱斯·大衛為閃靈悍將配音。該系列榮獲了兩項艾美獎（1998年與1999年）和兩項金捲軸獎（英语：Motion Picture Sound Editors）（1998年與1999年）[2]。另一部新動畫系列（英语：Spawn: The Animation）則和前系列無關[3]。

### 電影
- 《閃靈悍將》：1997年電影，由Mark A.Z. Dippe執導、麥可·賈懷特飾演閃靈悍將[4]。續集的製作已經由麥克法蘭自己與導演討論，雖然很有可能會重啟。但之後長期未有消息。
- 2015年初，陶德·麥法蘭宣布有望製作新的《閃靈悍將》改編電影[5]。2016年2月，麥法蘭證實，他已完成了比正常電影劇本還長的劇本初稿[6]。2016年9月，麥法蘭表示，重啟電影將會是黑暗、可怕，如同魔鬼般，並分級為R級[7]。2017年7月，麥法蘭在聖地亞哥國際動漫展上證實，麥法蘭將執導這部重啟電影，該片由傑森·布倫的布倫屋製片公司所製作，将打造成低成本恐怖电影的形式[8]。2018年5月，傑米·福克斯確認將主演該片[9]。電影預計於2019年夏季在加拿大多倫多開拍。
- 《一級玩家》：短暫登場，CGI角色[10]。

### 遊戲
- 《真人快打11》：DLC角色。

## 外部連結
- 官方网站
- 中的“Spawn”
- 漫画书数据库：Spawn
- 互联网电影数据库上Spawn的资料
- SpawnWorld （页面存档备份，存于） – Unofficial Spawn comic and toys guide and encyclopedia
- Spawn (1992–Present) （页面存档备份，存于）, ComicsInventory.com